# Медведєв Дмитро Миколайович
Медве́дєв Дмитро́ Микола́йович (22 серпня 1898 , Бежиця, Орловська губернія  — 14 грудня 1954 , Москва ) — учасник партизанського руху в Україні в роки Другої світової війни, письменник. капітан держбезпеки, полковник. Герой Радянського Союзу (1944).

## Біографія
Народився в населеному пункті Бежиця Брянського повіту Орловської губернії Російської імперії (нині в складі м. Брянськ, РФ) в сім'ї робітника. Закінчив 1909 два класи початкової школи та 1917 — гімназію. З листопада 1917 — секретар приймальні Брянської ради робітничих депутатів, діловод відділу нормування праці робітників металевої промисловості Брянська. З квітня 1918 — співробітник для доручень при військовому комісарі 3-ї Орловської бригади в складі Червоної армії (див Радянська армія), воював на Східному та Петроградському фронтах. Член РКП(б) з 1920 року.
Від 1920 — в органах ВУЧК, Державного політичного управління УСРР, НКВС УСРР/УРСР, НКДБ СРСР. З травня 1920 — уповноважений, заступник начальника особливого відділу, член колегії Брянської ЧК, з березня 1921 — начальник Старобільської повітової ЧК, із квітня 1922 року — начальник особливого відділу Донецького губернського відділу Державного політичного управління (надалі ДПУ) УСРР. Від вересня 1922 — уповноважений, начальник секретного відділу Одеського губернського відділу ДПУ УСРР, з квітня 1926 — уповноважений секретного відділу, із березня 1927 — начальник секретного відділу Дніпропетровського окружного відділу ДПУ УСРР, з лютого 1929 — заступник начальника Херсонського окружного відділу ДПУ УСРР, із січня 1930 — начальник Куп'янського окружного відділу ДПУ УСРР, з травня 1930 — заступник начальника Бердичівського окружного відділу ДПУ УСРР, з липня 1930 — начальник особливого відділу Сталінського оперативного сектору ДПУ УСРР. З червня 1931 — начальник Лубенського районного відділу ДПУ УСРР, із червня 1932 — начальник секретно-політичного відділу Київського обласного відділу ДПУ УСРР, з лютого 1933 — начальник Новоград-Волинського районного відділу ДПУ УСРР, за сумісництвом — начальник особливих відділів 14-ї кавалерійської дивізії та управління начальника робіт по будівництву Новоград-Волинського укріпрайону. Організував у Новограді-Волинському «зразкову комуну» для безпритульних дітей. З березня 1934 — начальник Зінов'ївського міського відділу ДПУ/НКВС УСРР.
Як стверджує фахівець з історії радянських спецслужб і репресій А. Г. Тепляков, в першій половині 1930-х років Медведєв, працюючи на території УРСР, брав активну участь в фабрикуванні розстрільних справ на десятки і сотні «змовників», зокрема, наприклад, членів так званого «Української революційно-демократичної спілки».
З липня 1935 — слухач Центральної школи Головного управління державної безпеки НКВС СРСР (рос. Центральная школа Главного управления государственной безопасности НКВД СССР, тепер Академія Федеральної служби безпеки Російської Федерації). Компартійним осередком школи був виключений із ВКП(б) за зв'язки брата Олександра з «антипартійною групою Г. Мясникова». Однак райком ВКП(б) Дзержинського району міста Москви не затвердив це рішення й обмежився доганою. З листопада 1936 — інспектор при начальникові управління НКВС по Харківській області. У вересні 1937 був звільнений у запас за ст. 38 «в» (неможливість використання в роботі Головного управління державної безпеки НКВС СРСР) «Положення про проходження служби керівним складом Головного управління держбезпеки НКВС СРСР».
У 1938 році, після неодноразових письмових скарг на ім'я тодішнього Генерального комісара держбезпеки, наркома внутрішніх справ СРСР Миколи Єжова та Йосипа Сталіна, знову прийнятий на роботу в НКВС, спрямований в систему ГУЛАГу. З квітня 1938 — заступник начальника 3-го відділу Біломоро-Балтійського комбінату НКВС СРСР, із квітня 1939 — начальник 3-го відділу Норильського табору НКВС СРСР. У листопаді 1939 року звільнений у запас, пенсіонер.
У лютому 1941 розпочав працювати начальником паливної бази. З червня 1941 — співробітник Особливої групи по формуванню радянських партизанських загонів 4-го управління НКДБ СРСР. З вересня 1941 — командир розвідувально-диверсійного загону НКДБ СРСР «Митя», який діяв на територіях сучасної Брянської області Росії та в Білорусі. З червня 1942 — командир розвідувально-диверсійного загону НКДБ СРСР «Переможці». Одним із головних завдань підрозділу було створення розлогої агентурно-диверсійної мережі на території УРСР, зокрема Волинської, Рівненської областей та на Поділлі, забезпечення діяльності радянського розвідника, диверсанта та терориста, агента НКВС М. І. Кузнєцова. Попри категоричну заборону командування Медведєв розгорнув розвідувально-диверсійний загін у партизанське з'єднання чисельністю понад 800 осіб. З березня 1944 — нач. відділення, заст. начальника відділу 4-го управління НКДБ/МДБ СРСР. У листопаді 1946 звільнений у запас, пенсіонер.
Помер у м. Москва, похований у Москві на Новодівочому кладовищі.

## Нагороди
Нагороджений 4-ма орденами Леніна, орденом Червоного Прапора, медалями.

## Пам'ятки
1970 в СРСР надрукували поштову марку, присвячену М. У м. Брянськ встановлений пам'ятник та меморіальна дошка, його іменем названі вулиці в Москві та Брянську.
Вулиці Медведєва існували в Запоріжжі, Кропивницькому, Звягелі, Старобільську, Сарни